# Palhoça (construção)

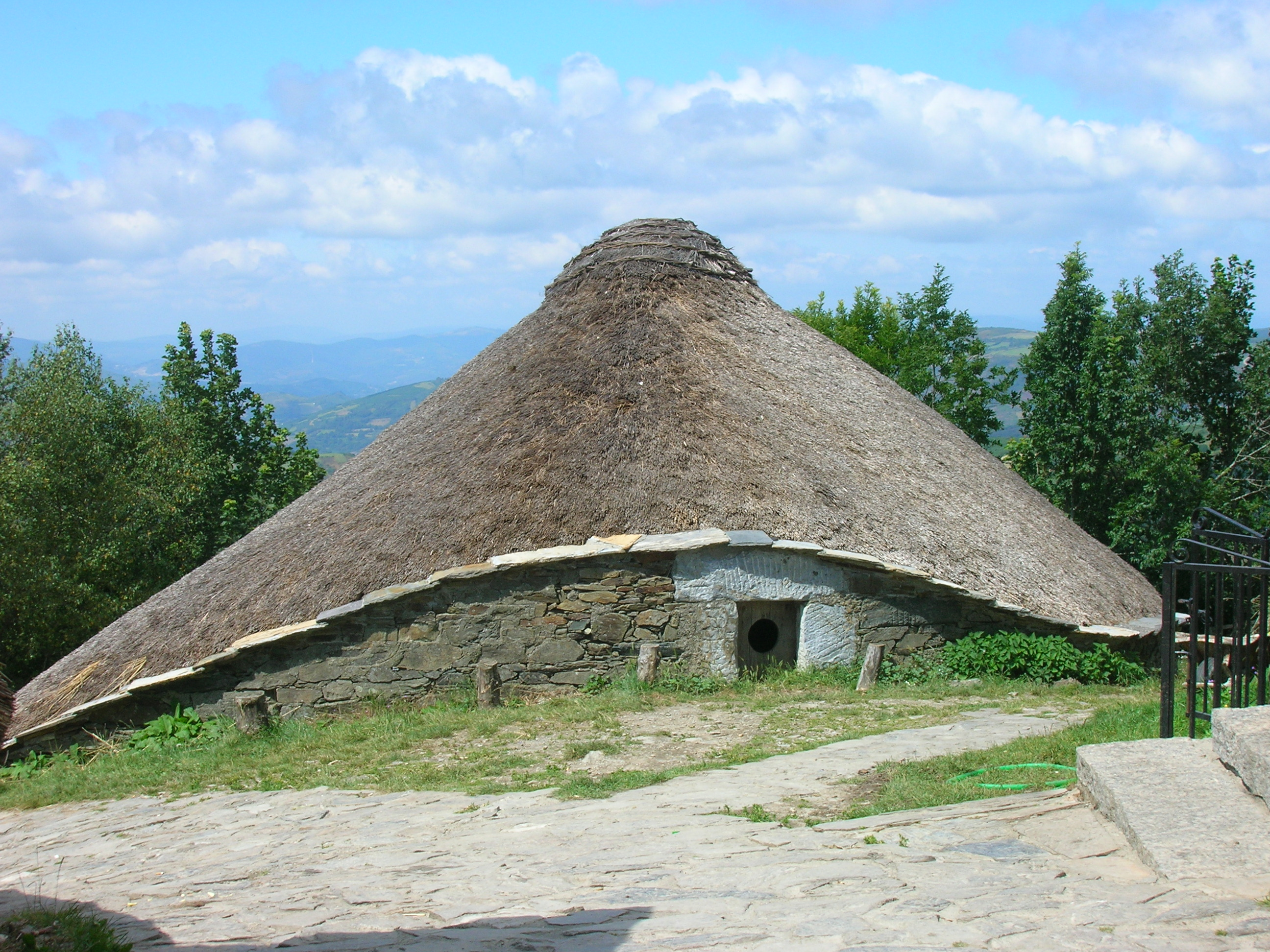
Palhoça do Cebreiro

Palhoça (em galego: palloza) é uma construção tradicional da Serra dos Ancares, na Galiza. Consiste numa construção de plano circular, oval ou elíptico de grandes dimensões, com paredes de alvenaria de granito, com menos de dois metros de altura e poucos vãos que servem de porta e pequenas janelas. Tem teto elevado feito de palha de centeio, tendendo à forma cônica com uma inclinação entre 40° e 60°, suportado por uma moldura de madeira, que repousa sobre uma estrutura baseada em um ou dois pilares verticais de seis a oito metros de altura, em madeira de castanheiro e carvalho, sem utilização de materiais metálicos, que repousam no chão habitação, e que também servem como suporte para outras vigas que começam nas paredes e outras que são apoiadas nas anteriores.